# Ingrid Arehn
Ingrid Chatarina Arehn, född 20 december 1921 i S:t Johannes församling i Stockholm, död 23 februari 1991 på Lidingö, var en svensk skådespelare. Hon var dotter till skådespelaren Nils Arehn.
Ingrid Arehn var bland annat engagerad vid Staffan Tjernelds Taggenrevyn 1943. Förutom sina scenengagemang höll Ingrid Arehn under en tid teaterkurser inom ABF i Nykvarn och var senare verksam vid försäkringsbolaget Fylgia.
Hon var 1944–1953 gift med artisten Palle Hagmann (1916–1974) från Danmark. Deras son, regissören Mats Arehn (född 1946) har skildrat föräldrarnas äktenskap i sin bok Vita lögner. Åren 1956–1960 var hon gift med konstnären Kåge Liefwendal (1907–1982).
Ingrid Arehn är gravsatt i minneslunden på Skogskyrkogården i Stockholm.

## Filmografi
- 1925 – Kalle Utter
- 1944 – På farliga vägar
- 1945 – Maria på Kvarngården
- 1947 – Supé för två
- 1947 – Tåg norrut

## Teater

### Roller
| År   | Roll | Produktion                                    | Regi        | Teater      |
| ---- | ---- | --------------------------------------------- | ----------- | ----------- |
| 1942 | Elsa | Lille Napoleon Paul Sarauw                    | Max Hansen  | Vasateatern |
| 1942 |      | I vår Herres hage Josef Čapek och Karel Čapek | Gösta Folke | Vasateatern |

### Fotnoter
1. ↑  ”Ingrid Arehn”. Svensk Filmdatabas. http://www.sfi.se/sv/svensk-filmdatabas/Item/?type=PERSON&itemid=58716&ref=%2ftemplates%2fSwedishFilmSearchResult.aspx%3fid%3d1225%26epslanguage%3dsv%26searchword%3dIngrid+Arehn%26type%3dPerson%26match%3dBegin%26page%3d1%26prom%3dFalse. Läst 24 september 2012.
2. ↑  Vita lögner s 99
3. ↑  Motståndsman steker fläsk s 158–159 och 169.
4. 1 2  Sveriges Dödbok 1901–2009, DVD-ROM, Version 5.00, Sveriges Släktforskarförbund (2010).
5. ↑  Vita lögner Legimus. Åtkomst 6 oktober 2013.
6. ↑  LIEFWENDAL, KÅGE K G, konstnär, Strängnäs i Vem är Vem? / Svealand utom Stor-Stockholm 1964 / s 481.
7. ↑  SvenskaGravar
8. ↑  ”Lille Napoleon”. Musikverket. http://calmview.musikverk.se/CalmView/Record.aspx?src=CalmView.Performance&id=PERF14259&pos=426. Läst 1 maj 2016.
9. ↑  ”I vår herres hage”. Musikverket. http://calmview.musikverk.se/CalmView/Record.aspx?src=CalmView.Performance&id=PERF14232&pos=427. Läst 1 maj 2016.